# Aberdeen O'Driscoll
Aberdeen O'Driscoll (1 januari 2007) is een Belgische turnster. 

## Levensloop
O'Driscoll nam in 2023 deel aan het Europese kampioenschap in Antalya. Samen met Maellyse Brassart, Fien Enghels, Lisa Vaelen en Jutta Verkest behaalde ze een zevende plaats en verzilverde zo een ticket met het team voor het wereldkampioenschap.